# Allopauropus mahafalus
Allopauropus mahafalus är en mångfotingart som beskrevs av Paul Auguste Remy 1956. Allopauropus mahafalus ingår i släktet småfåfotingar, och familjen fåfotingar. Inga underarter finns listade i Catalogue of Life.